# Cerais trifasciata
Cerais trifasciata är en tvåvingeart som först beskrevs av Meijere 1910.  Cerais trifasciata ingår i släktet Cerais och familjen fritflugor. Inga underarter finns listade i Catalogue of Life.